# Naoki Hiraoka
Naoki Hiraoka (平岡 直起?, Hiraoka Naoki; Prefettura di Osaka, 24 maggio 1973) è un ex calciatore giapponese, di ruolo centrocampista.